# Вагдаверкустіс

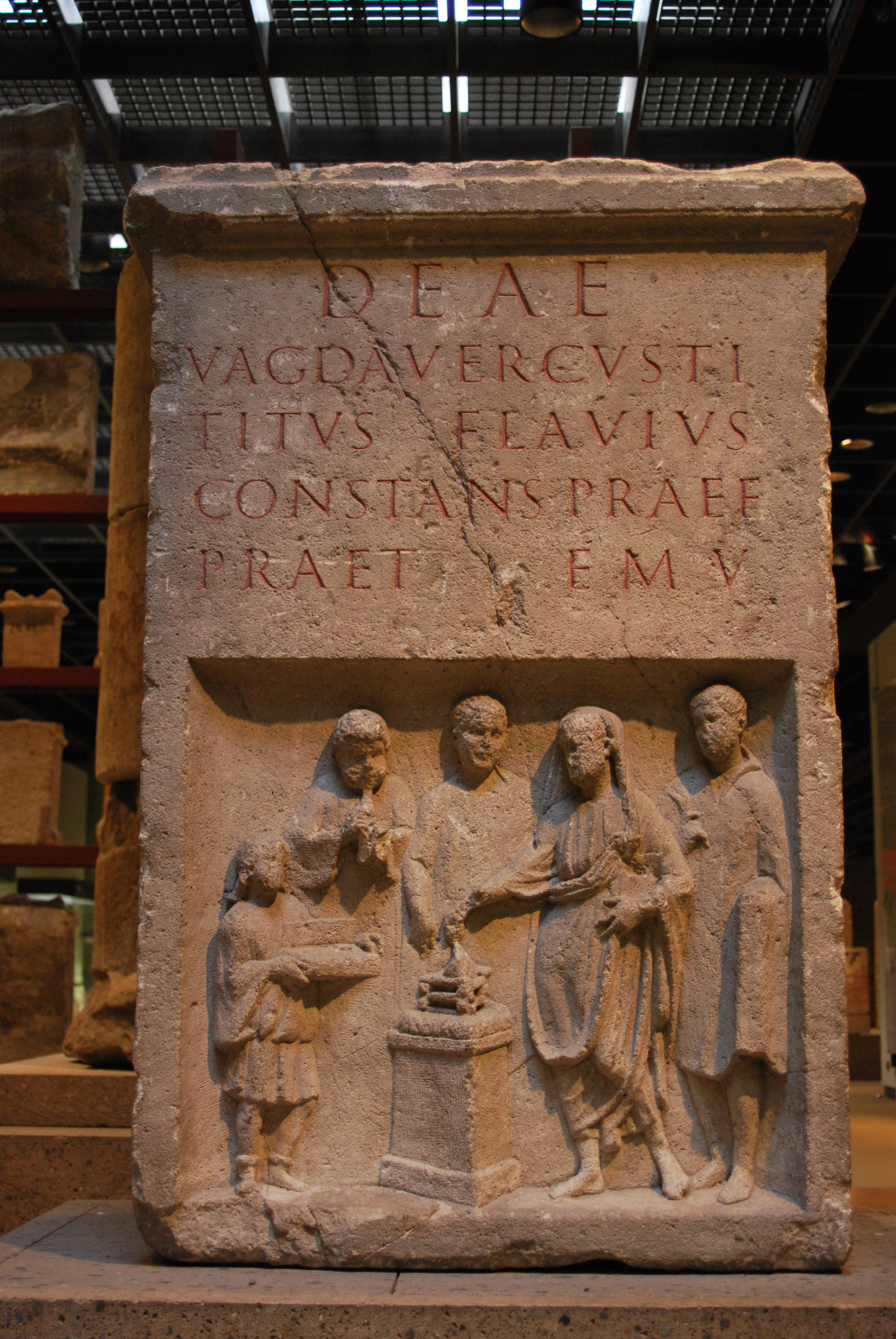
Вотивний вівтар Т. Флавія Константа. Вівтар виставлений в Римсько-германському музеї в Кельні. Інвентарний номер: 670.

Вагдаверкустіс (лат. Vagdavercustis) — германська богиня війни чи битви, якій поклонялися в період Римської імперії, особливо в регіоні Нижнього Рейну.

## Географічне поширення
Ім'я богині написане загалом на восьми вотивних каменях і плитах. Основною територією шанування Вагдаверкустіс, очевидно, є Нижній Рейн, де знайдено більшість відомих присвят. Храм, присвячений їй, знайдено поблизу Калкара. Два з восьми відомих місць розташовані за межами Рейнської області. Причому одна присвята знайдена в північній Англії на Адріановому валі (Карраубург), а інша — на Паннонській низовині в Угорщині. Майже всі знахідки археологічно пов'язані з римськими військовими, що дислокувалися на Нижньому Рейні.

## Вотивні камені та написи
Вагдаверкустіс згадується в таких написах:
- Кельн: Corpus Inscriptionum Latinarum 13, 12057. напис:

Deae / Vagdavercusti / Titus Flavius / Constans praef(ectus) / praet(orio) em(inentissimus) v(ir)
- Бургінацій поблизу Калкара — Альткалкар, AE 2003, 1227. напис:

Va]gda/[ve]rcust[i] / [Ca]ndidiu[s] / [
- Геренатіум поблизу Ріндерна: Corpus Inscriptionum Latinarum 13, 8702. напис:

[D]eae // VA//[g]daver/[c]usti [ // ] et suis v(otum) s(olvit) l(ibens) / Imp(eratore) n(ostro) IIII co(n)s(ule)
- Ріндерн: Corpus Inscriptionum Latinarum 13, 8703. напис:

[Vagdav]ercust(i) / [sacr]um / [3]us Iustus / [3 leg(ionis)] XXX V(ulpiae) V(ictricis) / [pro se] et suis
- Зеттен-Геммен, Нідерланди: Corpus Inscriptionum Latinarum 13, 8805. напис:

Deae Vagdavercusti Sim[p]li/cius Super dec(urio) alae Vocontior(um) / exerci[t]uus Britannici
- Монтерберг поблизу Калькара: Corpus Inscriptionum Latinarum 13, 8662. напис:

[. . . eques] ель Nor(icorum) Iuliu[s] Quint. Vagevercu(sti) vo(tum) so(lvit) llm
- Пламптон біля Пенріта (Камбрія), Англія, AE 1911, 00131. напис:

Omnibus / dibus(!) Unse/nis Fersome/ris Burcanius / Arcavius Vagda/varcustus Pou[1]/[1]c[1]arus vex(illationis) MA/VI [2 pr]o salute / sua et suorum v(otum) s(olverunt) l(ibentes) m(erito)
- Адонь, Угорщина, AE 1935, 163 . напис:

Deae Vagdaevercusti M. Simplic(ius) Quietus trib. coh. III Batavorum (milliariae) equ(itatae) Antoninian(a)e
Усі написи містять латинські імена жертводавців; виняток становить присвятний камінь Пламптону, на якому, на думку Гутенбруннера, стоїть явно германське ім'я Унсеніс. Усі жертводавці були солдатами.

Особливим свідченням шанування Вагдаверкустіс є вотивний вівтар, знайдений у Кельні 1909 року. У 165 році нашої ери Тит Флавій Констан, один із двох префектів преторіанської гвардії того часу, пожертвував богині вівтар, на якому вона зображена в жертовному одязі («cinctus Gabinus») під час акту жертвопринесення (див. ілюстрацію). Марк Аврелій, ймовірно, доручив префекту спеціальну місію та відправив його до Германії. За іншою інтерпретацією Т. Флавій міг бути громадянином Колонії Клавдія Ара Агріпінензіум. Точна причина освячення невідома. Вотивний камінь виготовлений з вапняку і має розміри 1,17 × 0,82 × 0,43 метра. Над рельєфом напис:
Богині Вагдаверкустіс (автор) Тіт Флавій Констанцій, преторіанський префект, член лицарського ордену.

## Святилище Вагдаверкустіс на Калькарберзі
Наразі відомий лише один храмовий комплекс, присвячений богині Ваґдаверкустіс. Святилище розташоване на Калкарберзі, пагорбі між містами Клеве та Калкар, що є частиною гірського масиву Нижній Рейн. Воно складається з галло-римського храму, священицьких приміщень гіпокаусту та прямокутної будівлі, яку називають залою засідань громади. 2000 року територію храму на Калкарберзі було археологічно досліджено. Раніше це місце роками відвідував старатель, доки у 1999 році він не представив Управлінню охорони археологічних пам'яток знахідку фрагмента бронзової статуї, більшої за розміром, і не з'ясував її походження. Розкопки показали, що на цьому місці поклонялися богині переважно римські військові з легіону Legio XXX Ulpia Victrix, що дислокувався у Ветера Кастра, а також кавалеристи з сусіднього Бургінаціуму. Солдати в основному приносили в жертву зброю та військове спорядження.
Знайдені написи свідчать про присвяту комплексу богині Вагдаверкустіс.
З інвентаря та вотивних речей на місці розкопу археологи знайшли лише подрібнені металеві уламки, крім черепків кераміки. Очевидно, святилище було покинуте в пізній античності, а метал переплавлено.

## Інтерпретація
Інтерпретація богині в її функції залежить від різних етимологічних і ономастичних інтерпретацій і не зовсім зрозуміла. Починаючи з Рудольфа Муха, ім'я, а згодом функція та природа Вагдаверкустіс тлумачилися з основних елементів складеної назви, що складається з членів Vagda- і -ver[custis] як богині війни, і особливо як богині, яке сприяє відвазі та бойовому духу. Германський перший елемент vagda походить від латинського virtus, що призводить до тлумачення Vagdavercustis як богині військової доблесті.